# 圆融时代广场

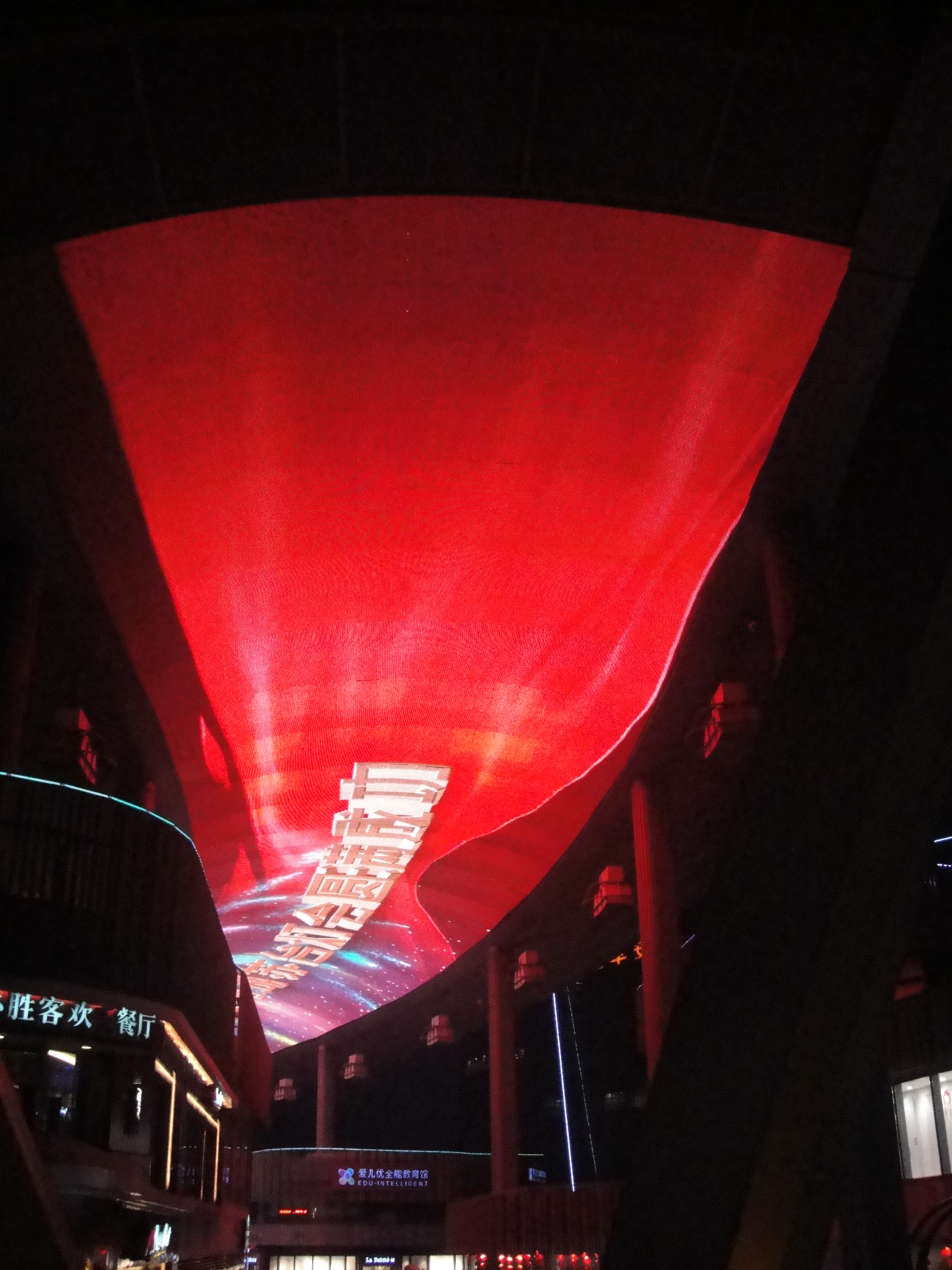
500米LED天幕的一部分

圆融时代广场位于中国江苏省苏州工业园区的金鸡湖东岸。它的占地面积约为210,000平方米。因为长达500米的LED天幕走廊，它已成为苏州的地标性建筑之一。

## 历史
圆融时代广场是苏州有史以来规模最大的复合性商业地产项目。时代广场分为商务办公区、圆融天幕街区、生活休闲区、滨河餐饮区以及香港利福国际集团的苏版久光百货等5个功能区。有6个地铁出口、4000多个泊车位。

## 交通
- 地铁
  - 苏州轨道交通1号线时代广场站